# Bucșești, Bacău
Bucșești este un sat în comuna Poduri din județul Bacău, Moldova, România.
Localitatea a fost menționată în următoarele documente: 1456 (6964) sept. 20: Petru Aron voievod întărește lui Moranciul jumătate din satul Bucșești; 1461 (6968) oct. 2: Ștefan cel Mare voievod întărește lui Petria Roșca jumătate din satul Bucșești pe Cernu; 1462 (6970): Ștefan cel Mare voievod întărește uric lui Muranciu satul Bucșești, pe Cernu, cumpărat de acesta de la Pătrașcu și de la nepotul său, care avea uric de la Danciul Roșu, tatăl lui Pătrașcu; 1569 (7077): copie de pe uricul, scris pe sabie, de la Bogdan voievod, pe o bucată de loc din hotarul Bucșaștilor, pe Cernu în pădure, pe care Lola și sora ei Stana, fetele Martei și nepoților lor de frate au vândut-o nepoților lui Obreja, Ioan, Grigorie și Luca, drept 130 zloți tătărești, arătând prin aceasta și hotarele acelei bucăți de loc.